# Estação Bibliothèque François-Mitterrand
Bibliothèque François-Mitterrand é uma estação da linha 14 do Metrô de Paris, localizada no 13.º arrondissement de Paris.

## Localização
A estação de metrô está situada paralela à rue de Tolbiac, sob as vias férreas vindas da Gare de Paris-Austerlitz, na proximidade do sítio François-Mitterrand, da Biblioteca Nacional da França.

## História
A estação foi até 25 de junho de 2007 o terminal da linha, antes da inauguração da extensão para Olympiades. Os últimos acessos (n° 3 - rue René-Goscinny - e o elevador levando à rue Primo-Levi) foram abertos depois de 28 de fevereiro de 2008.
Inicialmente, a estação era para se chamar "Tolbiac – Masséna", em referência à rue de Tolbiac e ao boulevard Masséna nas proximidades.
Esta estação da linha 14 está em correspondência com a estação do RER C. Com 15,83 milhões de entradas diretas em 2011, em comparação com 13,35 milhões em 2004, é a sétima estação mais movimentada da rede. Ela viu entrar 15 472 531 passageiros em 2013 o que a coloca na sétima posição das estações de metrô por sua frequência.

## Serviços aos Passageiros

### Acessos

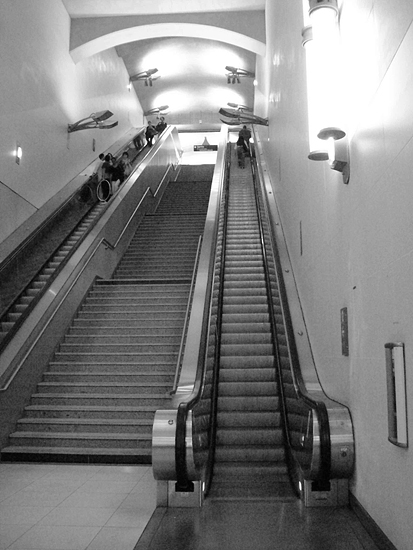
Escada rolante da estação

A estação tem quatro entradas principais (n° 1 a 4, acesso à sala de transferência RER C + linha 14), dando acesso para um elevador e para escadas rolantes na rue du Chevaleret, avenue de France, rue Goscinny e rue Neuve-Tolbiac.
Um acesso secundário está situado no final da avenue de France no cruzamento da rue des Grands-Moulins (n° 5).
- Acesso 1 - Rue du Chevaleret
- Acesso 2 - Avenue de France (servido por elevador em conjunto com saída 3)
- Acesso 3 - Rue René-Goscinny (servido por elevador em conjunto com saída de 2)
- Acesso 4 - Pont de Tolbiac
- Acesso 5 - Rue des Grands-Moulins (acesso pela estação RER)

### Arquitetura

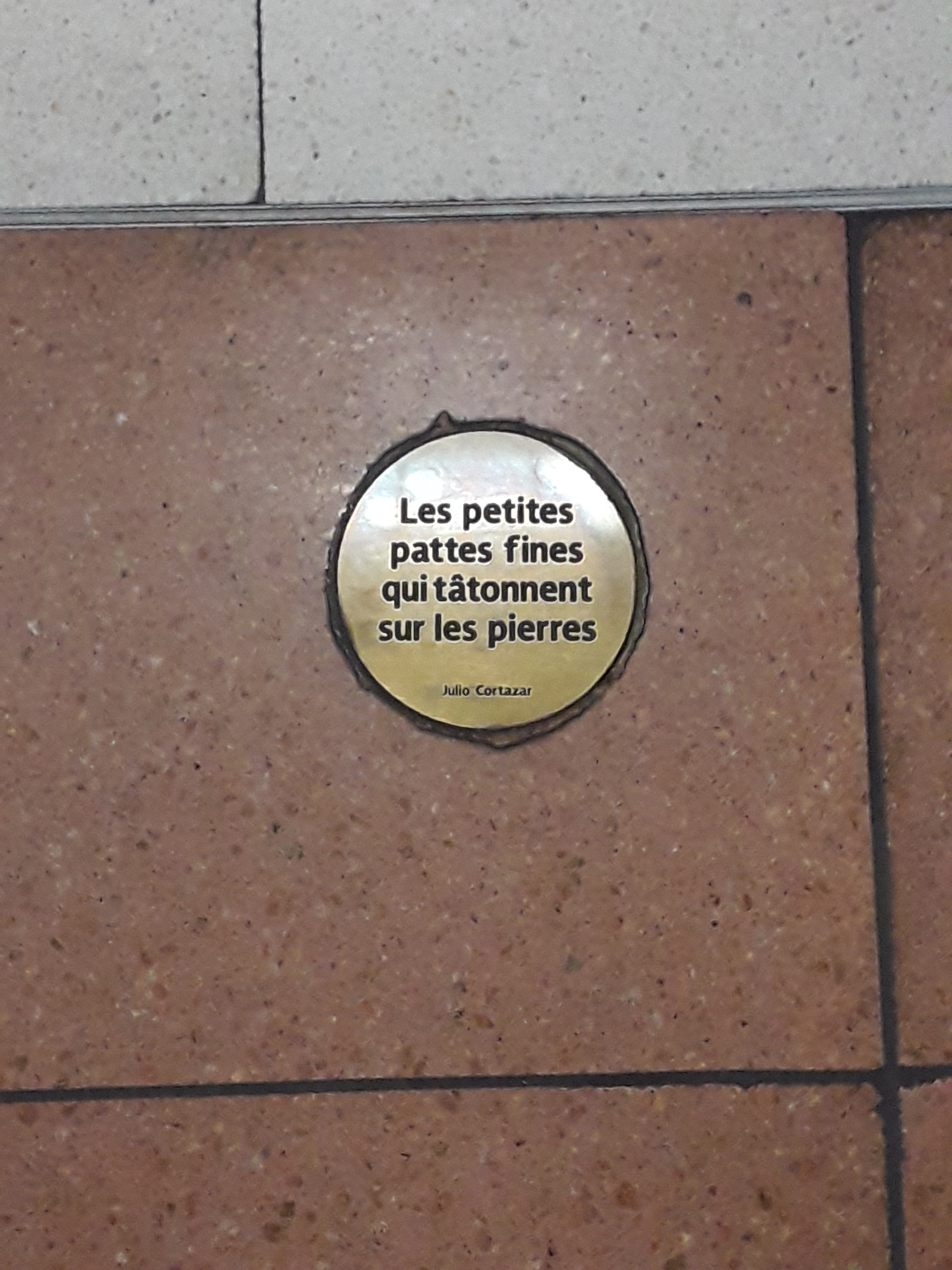
Um dos medalhões de citações literárias que enfeitam a estação. Aqui uma citação de Julio Cortázar.

Inaugurada em 1998 ao mesmo tempo que a linha, a arquitetura da estação é a obra de Antoine Grumbach, arquiteto diferente de outros designers das estações da linha 14.
Na sala de transferências metrô-RER, os degraus de uma escada em arco de círculo estão gravados pelas letras das diversas escritas usadas pela humanidade. O volume excepcional desta sala de transferência se tornou possível porque a estação foi construída e não escavada.
Disseminados um pouco por toda a estação, 180 medalhões são gravados com frases que refletem a universalidade das culturas.

### Intermodalidade
Desde 3 de dezembro de 2000, a estação está em correspondência com a estação da Bibliothèque François-Mitterrand situada na linha C do RER.
A estação é servida pelas linhas 62, 64, 89, 132 e 325 da rede de ônibus RATP e, à noite, pelas linhas N131 e N133 da rede de ônibus Noctilien.
Nos planos da linha 14, a RATP indica a correspondência com a estação Avenue de France da linha T3a do tramway, situada a mais de 550 metros do acesso menos longe.

## Pontos turísticos
Esta estação permite a ligação do bairro entre o Sena e as vias da Gare d'Austerlitz, Paris Rive Gauche: entre outros a Biblioteca Nacional da França, a sede do Réseau Ferré de France e o cinema MK2 Bibliothèque.
A partir desta estação, é possível chegar a pé, através da rue de Domrémy, à igreja de Notre-Dame-de-la-Gare na place Jeanne-d'Arc.
Esta estação de metrô também dá acesso aos Frigos de Paris, à Universidade Paris VII-Denis Diderot e à École Nationale Supérieure d'Architecture de Paris-Val de Seine.

## Projetos
Em 2020, o terminal norte da linha 5 do T Zen deverá se situar perto.
Uma extensão da linha 10 do Metrô, via esta estação, está em estudo depois de Gare d'Austerlitz até Ivry-sur-Seine, Place Gambetta onde poderia ser então criada uma correspondência com a futura linha 5 do T Zen.